# Austroraptor cabazai
Austroraptor cabazai är en art av rovdinosaurier på den sydamerikanska kontinenten, som först beskrevs 2008.